# 시에라리온의 국가
우리는 그대와 자유의 영역을 높이 찬양한다(High We Exalt Thee, Realm of the Free)는 시에라리온의 국가로, 1961년에 채택되었다. 클리퍼드 넬슨 파일이 작사했으며, 존 아카르가 작곡했다.

## 가사
1절
High we exalt thee, realm of the free;

Great is the love we have for thee;

Firmly united ever we stand,

Singing thy praise, O native land.

We raise up our hearts and our voices on high,

The hills and the valleys re-echo our cry;

Blessing and peace be ever thine own,

Land that we love, our Sierra Leone.

2절
One with a faith that wisdom inspires,

One with a zeal that never tires;

Ever we seek to honor thy name,

Ours is the labor, thine the fame.

We pray that no harm on thy children may fall,

That blessing and peace may descend on us all;

So may we serve thee ever alone,

Land that we love, our Sierra Leone.

3절
Knowledge and truth our forefathers spread,

Mighty the nations whom they led;

Mighty they made thee, so too may we

Show forth the good that is ever in thee.

We pledge our devotion, our strength and our might,

Thy cause to defend and to stand for thy right;

All that we have be ever thine own,

Land that we love, our Sierra Leone.

## 한국어 번역본
1절
자유의 땅이여, 우리는 그대를 높이 찬미한다.

그대를 향한 우리의 사랑은 위대하다네

늘 확고히 결속된 우리가 서있는

이 땅에서 노래를 부르며 찬미하노라, 오 나의 고향이여.

우리의 마음과 목소리를 높일때,

언덕과 골짜기는 우리의 부름에 다시 메아리 친다네

축복과 평화는 언제나 그대의 것이 된다네.

사랑하는 우리의 고향, 시에라리온이여.

2절
지혜의 열망을 주는 믿음을 가진

결코 지치지 않는 열정을 가진

늘 우리가 찾고 존경하는 그대의 이름,

우리들의 수고는 당신의 명성을 위함이라.

우리는 그대의 자녀들이 해가 입지않도록 기원하니,

우리에겐 축복과 평화가 깃들것이라네.

그러니 우리는 늘 그대만을 떠받들수 있다네.

사랑하는 우리의 고향, 시에라리온이여.

3절
우리의 조상들은 지식과 진실을 보이셨고,

그들이 위대한 국가를 이끄셨다네.

그들은 위대한 그대가 있게 하셨고, 우리를 존재케 하셨으니

희망의 날이 늘 그대의 곁에 있으리라.

우리의 결속된 헌심, 용기와 능력은

바로 그대를 수호하고 권세롭게 하기 위함이니

우리의 모든것을 그대에게 드리나이다.

사랑하는 우리의 고향, 시에라리온이여.